# Хей, славяни
Хей, славяни e славянска патриотична песен, използвана за химн в държави от славянския свят – Словакия, Югославия, Сърбия и Черна гора, както и на панславянството.

## История
Историята на песента започва в средата на XIX век, когато е композирана като химн на бъдещата словашка държава по време на Словашката революция от 1848 г., а след това е адаптирана като химн на панславянското движение. За основа на мелодията на песента е използван полският национален химн Мазурка на Домбровски. Съвременната музикална адаптация на песента е направена от словашкия композитор Милош Лиховецки.
През 1945 г. на Втората световна война „Хей, славяни“ е утвърдена за национален химн на Федеративна народна република Югославия.

## Текст на химна
| Хеј Словени, јоште живи Дух наших дедова Док за народ срце бије Њихових синова. Живи, живи дух словенски Живеће веков'ма Залуд прети понор пакла, Залуд ватра грома. Нек' се сада и над нама Буром све разнесе Стена пуца, дуб се лама, Земља нек' се тресе. Ми стојимо постојано Кано клисурине, Проклет био издајица Своје домовине! | Hej Slaveni, još 'te živi Riječ naših djedova Dok za narod srce bije Njihovih sinova Živi, živi duh slavenski Živjet ćeš vjekov'ma Zalud prijeti ponor pakla Zalud vatra groma Nek se sada i nad nama Burom sve raznese Stijena puca, dub se lama Zemlja nek se trese Mi stojimo postojano Kano klisurine Proklet bio izdajica Svoje domovine!                   | Hej Slovani, naša reč slovanska živo klije dokler naše verno srce za naš narod bije Živi, živi, duh slovanski, bodi živ na veke, grom in peklo, prazne vaše proti nam so steke Naj tedaj nad nami strašna burja se le znese, skala poka, dob se lomi, zemlja naj se strese Bratje, mi stojimo trdno kakor zidi grada, črna zemlja naj pogrezne tega, kdor odpada! |
| Оригиналният текст на Милош Лиховецки Hej, Slováci! ešte naša slovenská reč žije, dokiaľ naše verné srdce za náš národ bije: žije, žije duch slovenský, bude žiť na veky, hrom a peklo! márne vaše proti nám sú vzteky! Jazyka dar zveril nám Boh, Boh náš hromovládny, nesmie nám ho teda vyrvať na tom svete žiadny: i nechže je koľko ľudí, toľko čertov v svete, Boh je s nami, kto proti nám, toho parom zmetie. I nechže sa aj nad nami hrozná búra vznesie, skala puká, dub sa láme a zem nech sa trasie: My stojíme stále pevne, ako múry hradné — čirena zem pohltí toho, kto dostúpi zradne! | Еј, Словени, жив е тука зборот свет на родот, штом за народ срце чука преку син во внукот! Жив е вечно, жив е духот словенски во слога. Не нè плашат адски бездни ниту громов оган! Пустошејќи, нека бура и над нас сè втурне. Пука даб и карпа сура, тлото ќе се урне! Стоиме на стамен-прагот – клисури и бедем. Проклет да е тој што предал Родина на врагот! | Хей, славяни, ще живее наш'та реч звънлива! Ще живее, докогато има хора живи. Ще живее и пребъде и духът славянски, който разгромява твърдо ордите тирански. Тази реч е наша слава и победно знаме. Който нея изостави, той ни е душманин. Нека стръвно ни напада мракът с тъмни орди, с нас е слънчевата правда и затуй сме горди Нека страшна буря вие над главите наши. Нека гърмове ни бият, няма да се плашим! Ние бдим на вечна стража като планините и готови сме да смажем всеки похитител! |